# Gornergrat

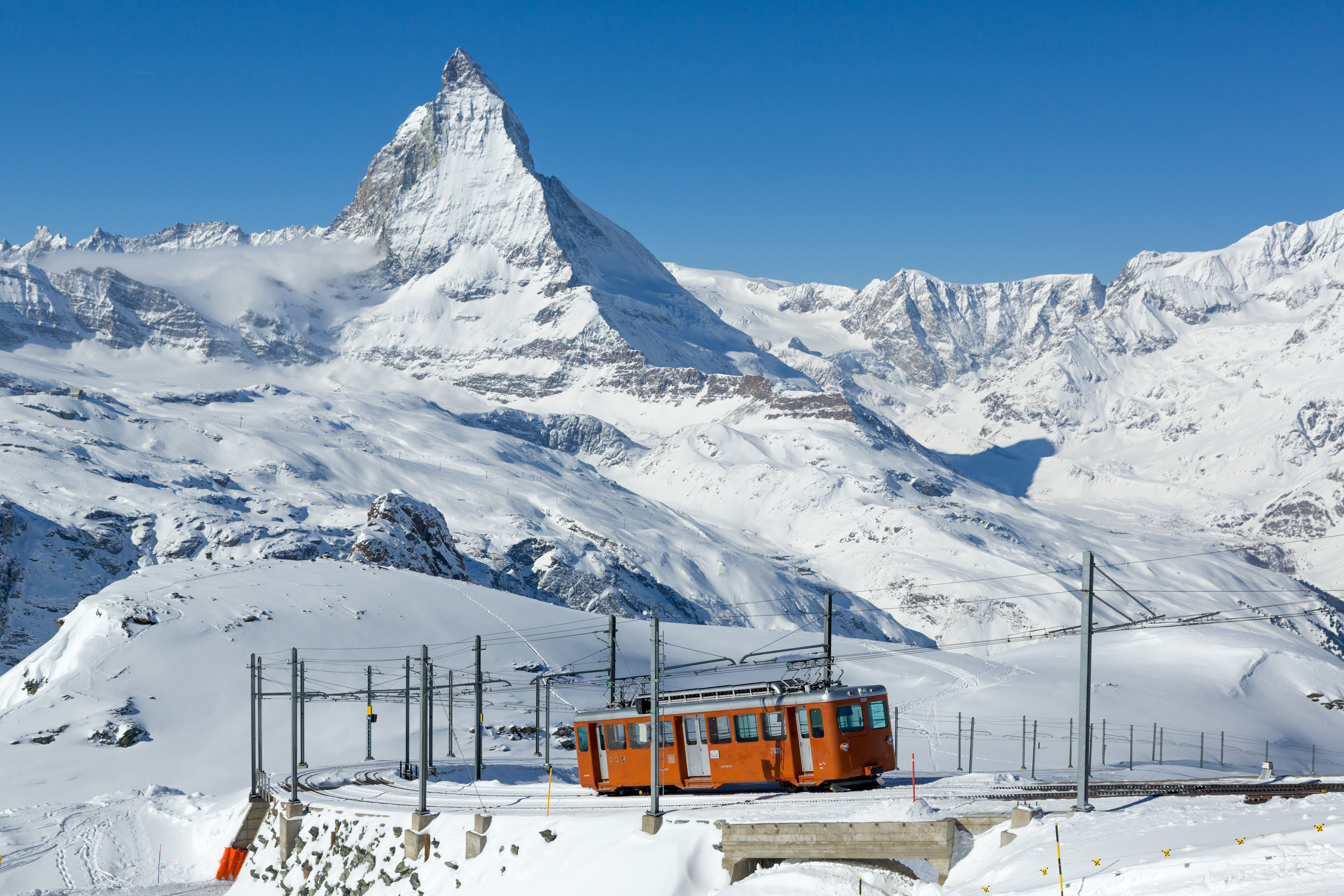
Gornergratbahn på vägen uppför Gornergrat med Matterhorn i bakgrunden.

Gornergrat är ett berg i Schweiz.   Det ligger i distriktet Visp och kantonen Valais, i den södra delen av landet, 110 km söder om huvudstaden Bern. Toppen på Gornergrat är 3 135 meter över havet, eller 63 meter över den omgivande terrängen. Bredden vid basen är 0,40 km.
Terrängen runt Gornergrat är huvudsakligen bergig, men den allra närmaste omgivningen är kuperad. Trakten runt Gornergrat är nära nog obefolkad, med mindre än två invånare per kvadratkilometer.. Närmaste större samhälle är Zermatt, 5,0 km nordväst om Gornergrat. 
Trakten runt Gornergrat är permanent täckt av is och snö.